# Boskoop

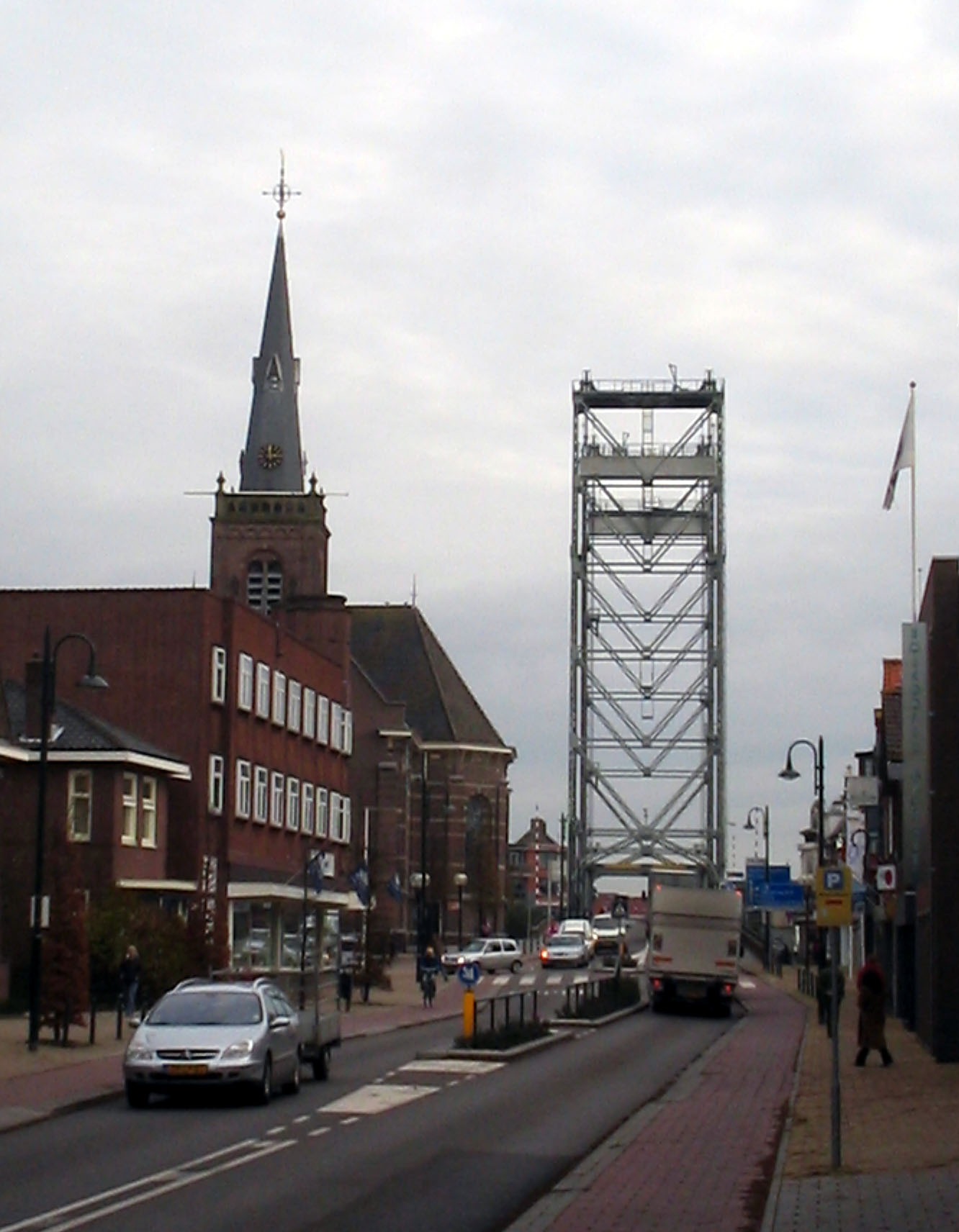
Trung tâm Boskoop.

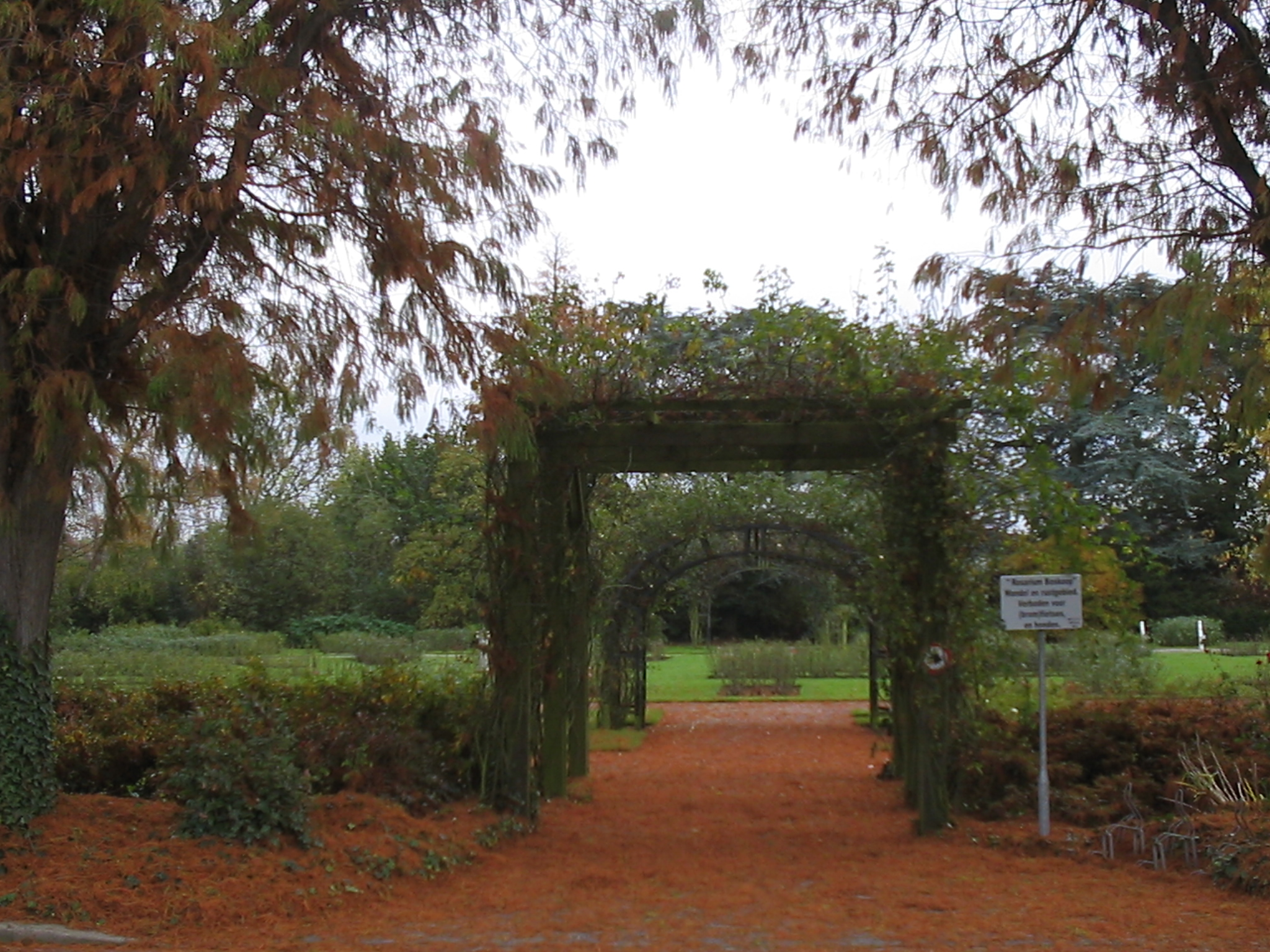
Vườn hoa hồng của Boskoop.

Boskoop (dân số: 15.217 người 2008) là một đô thị ở phía tây Hà Lan, trong tỉnh Zuid-Holland. Đô thị này có diện tích 16,96 km² (6,55 mile²) trong đó 2,17 km² (0,84 mile²) là diện tích mặt nước. 
Boskoop nằm hai bên bờ sông Gouwe giữa Alphen aan den Rijn (về phía bắc) và Waddinxveen (về phía nam), cả hai nằm dọc sông. Đô thị này về phía đông giáp Reeuwijk và Bodegraven, phía tây giáp Rijnwoude. 